# Henryk Tacik

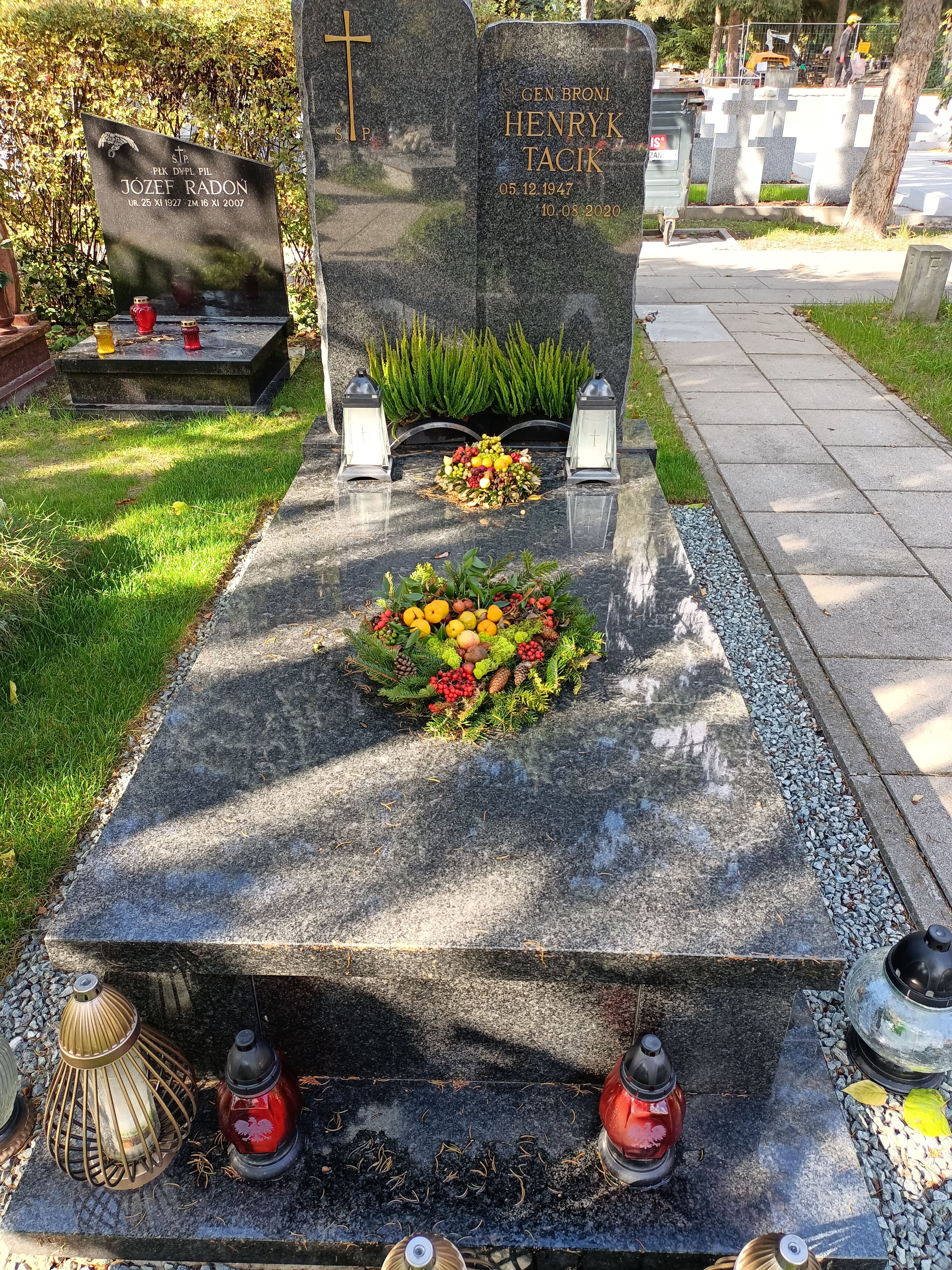
Grób Henryka Tacika na Cmentarzu Wojskowym na Powązkach

Henryk Mikołaj Tacik (ur. 5 grudnia 1947 w Ostrowie Wielkopolskim, zm. 10 sierpnia 2020) – polski dowódca wojskowy, generał broni Wojska Polskiego, Dowódca Operacyjny Sił Zbrojnych RP.

## Życiorys
Po ukończeniu szkoły podstawowej i średniej w rodzinnym mieście, w 1965 został słuchaczem Oficerskiej Szkoły Wojsk Inżynieryjnych we Wrocławiu. W 1968 został wyznaczony na stanowisko dowódcy plutonu, a następnie w 1971 – na stanowisko dowódcy kompanii budowy mostów 12 pułku pontonowego w Szczecinie.
W 1973 rozpoczął studia w Akademii Sztabu Generalnego w Warszawie. W 1976 został skierowany na stanowisko dowódcy 17 batalionu saperów 12 DZ w Szczecinie, a w 1979 został dowódcą 7 pułku pontonowego w Dęblinie.
Od 1983 był dowódcą 2 Brygady Saperów w Kazuniu. W tym czasie brygada ta została poddana inspekcji przeprowadzonej przez Ministerstwo Obrony Narodowej, w wyniku której otrzymała ocenę bardzo dobrą oraz miano wyróżniającej.
W latach 1986–1988 Henryk Tacik studiował w Akademii Sztabu Generalnego w Moskwie. Po powrocie do kraju został zastępcą Szefa Wojsk Inżynieryjnych w Dowództwie Śląskiego Okręgu Wojskowego we Wrocławiu. W latach 1989–1990 był Szefem Wojsk Inżynieryjnych w tym Okręgu. W 1991 został zastępcą Szefa Wojsk Inżynieryjnych, a w 1992 Szefem Wojsk Inżynieryjnych WP. W 1993 został awansowany na stopień generała brygady.
W latach 1996–1997 studiował w Narodowym Uniwersytecie Obrony (NWC) w Waszyngtonie w USA. Po powrocie do kraju, w 1997 objął stanowisko Szefa Zarządu Dowodzenia Sztabu Generalnego Wojska Polskiego.
W 1998 został skierowany na stanowisko Polskiego Przedstawiciela Wojskowego przy Komitecie Wojskowym NATO w Brukseli, a w  latach 1999–2003 był równocześnie też polskim przedstawicielem przy Unii Zachodnioeuropejskiej, a następnie Unii Europejskiej.
W 2000 został awansowany na stopień generała dywizji. Po zakończeniu służby w strukturach NATO, w 2003 objął stanowisko Asystenta Szefa Sztabu Generalnego WP.
Od 2004 był Dowódcą Operacyjnym SZ RP. W 2005 został awansowany na stopień generała broni.
Służbę wojskową zakończył w 2007. Jako specjalista wojskowy zajmował się strategią, polityką bezpieczeństwa, a także historią wojskowości. Władał biegle dwoma językami obcymi – angielskim i rosyjskim.
Członek Stowarzyszenia Euro-Atlantyckiego.
Pochowany na cmentarzu Powązki Wojskowe w Warszawie (kwatera FII-12-2).

## Odznaczenia
- Krzyż Oficerski Orderu Odrodzenia Polski (2001)[5]
- Krzyż Kawalerski Orderu Odrodzenia Polski
- Złoty Krzyż Zasługi
- Srebrny Krzyż Zasługi
- Złoty Medal "Siły Zbrojne w Służbie Ojczyzny"
- Złoty Medal "Za Zasługi dla Obronności Kraju"